# مارسل نگوین
مارسل نگوین (به انگلیسی: Marcel Nguyen) ژیمناست زادهٔ ۸ سپتامبر ۱۹۸۷ میلادی اهل کشور آلمان است.